# Jan Chudzicki
Jan Antoni Chudzicki, ps. „Jesionowski” (ur. 12 czerwca 1892 w Starej Olszy, zm. 10 marca 1972 w Krakowie) – major lekarz Wojska Polskiego, działacz niepodległościowy, kawaler Orderu Virtuti Militari.

## Życiorys
Syn Józefa i Leokadii  z domu Jesionowskiej, urodzony 12 czerwca 1892 roku. Był starszym bratem Józefa (1895–1926), legionisty i oficera Wojska Polskiego. W 1912 roku został absolwentem Gimnazjum św. Jacka w Krakowie. Wówczas rozpoczął studia medycyny w Collegium Medicum Uniwersytetu Jagiellońskiego . Od lipca do sierpnia 1914 należał do Drużyn Bartoszowych.
Po wybuchu I wojny światowej, 4 września 1914 wstąpił do Legionów Polskich. Służył jako patrolowy sanitarny w szeregach 3 pułku piechoty w składzie II Brygady . 1 listopada 1916 roku został mianowany chorążym sanitarnym. Pod koniec 1917 roku awansowany do stopnia podporucznika sanitarnego. Od połowy lutego 1918 służył w II Korpusie Polskim w Rosji. Brał udział w bitwie pod Kaniowem w maju 1918 i trafił do niewoli niemieckiej. Po oswobodzeniu był żołnierzem na obszarach rosyjskich, gdzie ponownie dostał się do niewoli.
Po odzyskaniu przez Polskę niepodległości został przyjęty do Wojska Polskiego i przydzielony do Szpitala Załogi w Modlinie. 3 maja 1922 roku został zweryfikowany w stopniu kapitana ze starszeństwem z dniem 1 czerwca 1919 roku i 27. lokatą w korpusie oficerów sanitarnych, w grupie medyków (od 1923 roku – grupa podlekarzy), a jego oddziałem macierzystym była wówczas kompania zapasowa sanitarna Nr 6.
W latach 1923–1924 był młodszym lekarzem pułku w 38 pułku piechoty w Przemyślu, pozostając oficerem nadetatowym 10 batalionu sanitarnego z jednoczesnym odkomenderowaniem na studia uniwersyteckie w Krakowie. Od 1926 roku pełnił służbę w garnizonie Kraków. W 1928 roku służył w Zakładzie Amunicyjnym Nr 4, pozostając w kadrze oficerów służby zdrowia. W 1930 uzyskał dyplom doktora wszech nauk lekarskich. 26 marca 1931 został przeniesiony w korpusie oficerów sanitarnych z grupy podlekarzy do grupy lekarzy. 22 grudnia 1931 został mianowany majorem ze starszeństwem z dniem 1 stycznia 1932  i 2. lokatą w korpusie oficerów sanitarnych, grupa lekarzy. 23 października 1931 został przeniesiony z 5 dywizjonu samochodowego w Krakowie do 5 dywizjonu taborów w Bochni na stanowisko starszego lekarza. Od 18 listopada 1935 był naczelnym lekarzem 20 pułku piechoty w Krakowie . Od 15 listopada 1937 był naczelnym lekarzem 73 pułku piechoty w Katowicach, a od maja 1939 naczelnym lekarzem 6 pułku artylerii lekkiej w Krakowie .
W czasie kampanii wrześniowej 1939 roku był szefem służby zdrowia 6 Dywizji Piechoty. Po zakończeniu wojny przez pewien czas był oficerem ludowego Wojska Polskiego. Później pracował jako lekarz, prowadząc własną praktykę prywatną. 
Zmarł 10 marca 1972 w Krakowie. Został pochowany na Cmentarzu Wojskowym przy ul. Prandoty w Krakowie (kwatera 7 WOJ-zach-16).

## Ordery i odznaczenia
- Krzyż Srebrny Orderu Wojskowego Virtuti Militari nr 7387 – 17 maja 1922[17][2][18]
- Krzyż Niepodległości – 12 maja 1931 „za pracę w dziele odzyskania Niepodległości”[19][4]
- Krzyż Walecznych czterokrotnie
- Złoty Krzyż Zasługi – 18 lutego 1939[20]
- Medal Pamiątkowy za Wojnę 1918–1921[4]
- Medal Dziesięciolecia Odzyskanej Niepodległości[4]
- Medal Zwycięstwa (Médaille Interalliée)[4]